# コニシキソウ
コニシキソウ Euphorbia maculata (L.) Small はトウダイグサ科に属する雑草の1種。地表に広がる一年草で楕円形の葉に紫色の斑紋がある。

## 特徴
地表を這う一年生の草本。根は細い。茎は細くて時として暗紫色を帯び、地表を這うように伸び、繰り返し分枝して地表を覆うように育つ。ただし茎の下面から根を下ろすことはない。茎の長さは6.5～38cm程になる。株全体にまばらに白い毛があり、また茎を切ると白い汁が出る。葉は対生で、水平に広がって左右2列に並んでいる。葉には托葉があり、托葉は互いに離れており、線状三角形から狭三角形で長さ0.6～1mm、毛があるかまたはない。葉には短い柄があって全体で長さが約1cm、葉身は長楕円形で先端は少し丸まっており、葉の縁の先端側半分ほどには細かな鋸歯が並んでおり、基部は歪んだ円形となっている。葉身は左右不対称となっていて基部の形もそれによって左右歪んでいる。葉の表側は暗緑色で、その中央に暗紫色の斑紋がある。
花期は夏から秋にかけてで、葉腋に小さな花序を作る。花のように見える杯状花序が密集した集散花序の形で着いており、葉状または鱗片状の苞が着いている。ここの杯状花序には長さ約0.7mmの柄があり、総苞は長さ約0.8mmで外側には柔らかな毛があり、腺体は4個で花弁状の付属体がある。蒴果は広卵形3つの稜があり、長さ幅共に約1.3mm、表面には短い上向きに伏せた毛が密生しており、果実が成熟する過程でその柄が伸びて総苞から完全に外に出る。
和名は小錦草で、近縁の在来種であるニシキソウ E. fumifusa に似て小柄であることに依る。

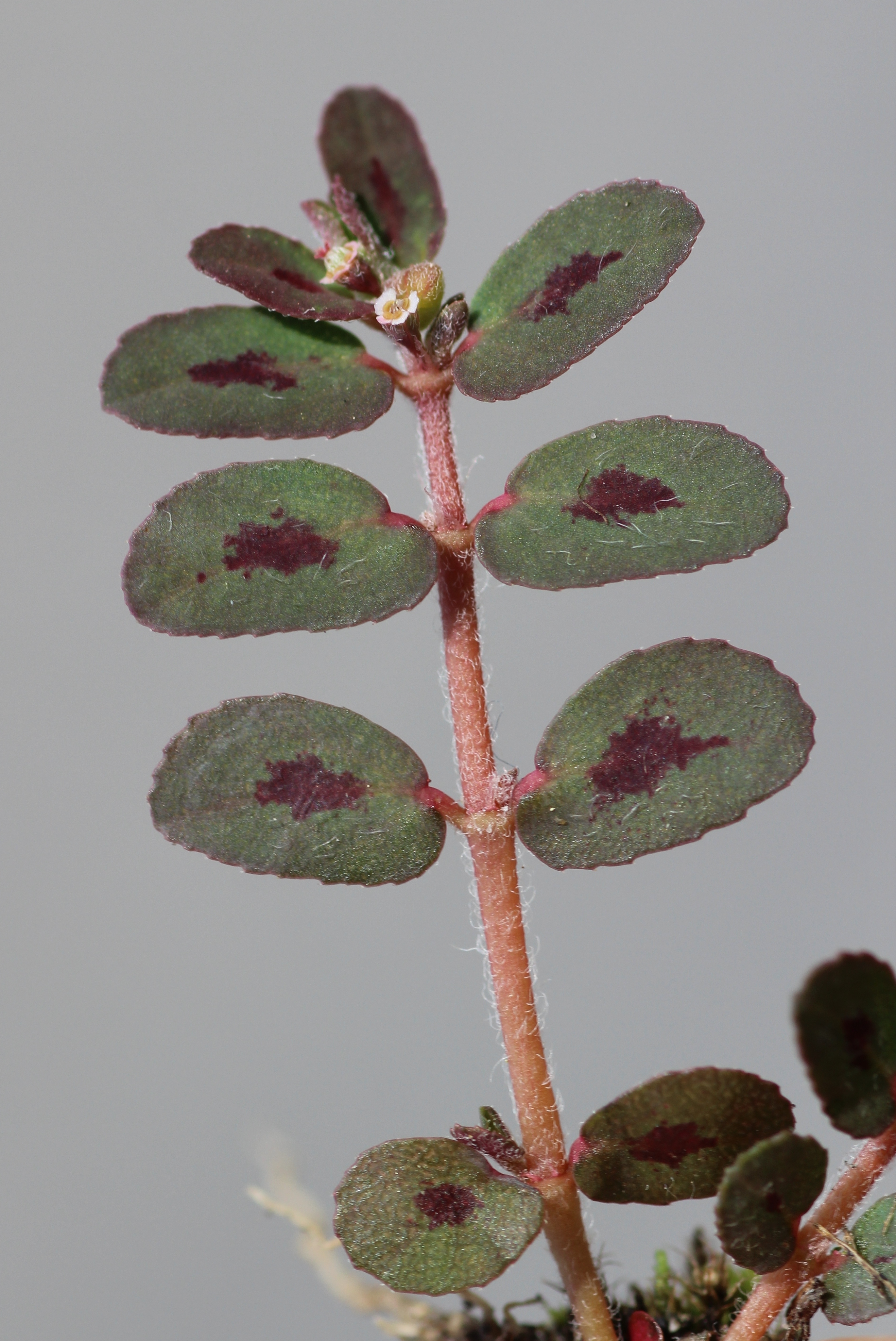
枝と葉の様子
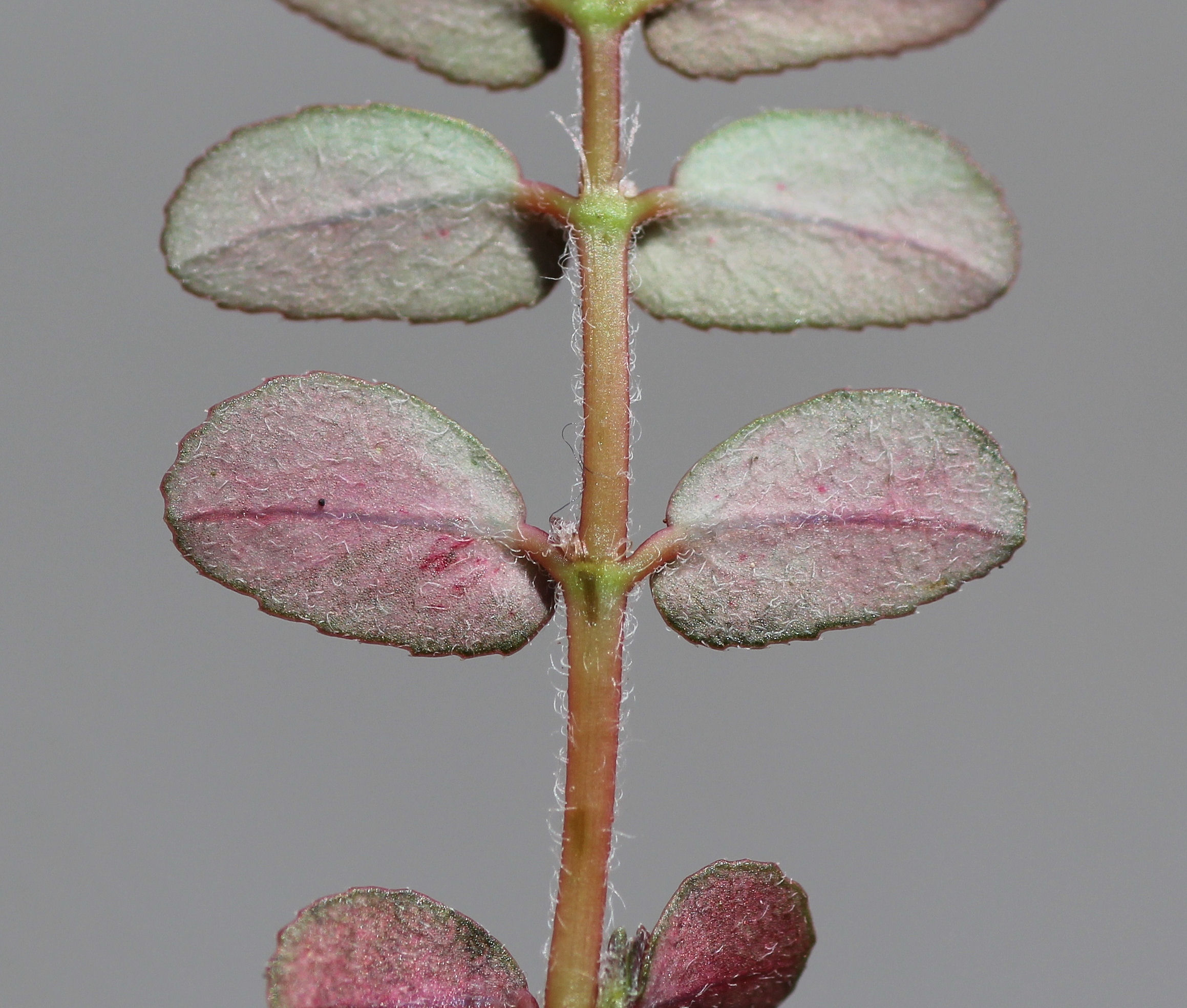
裏面
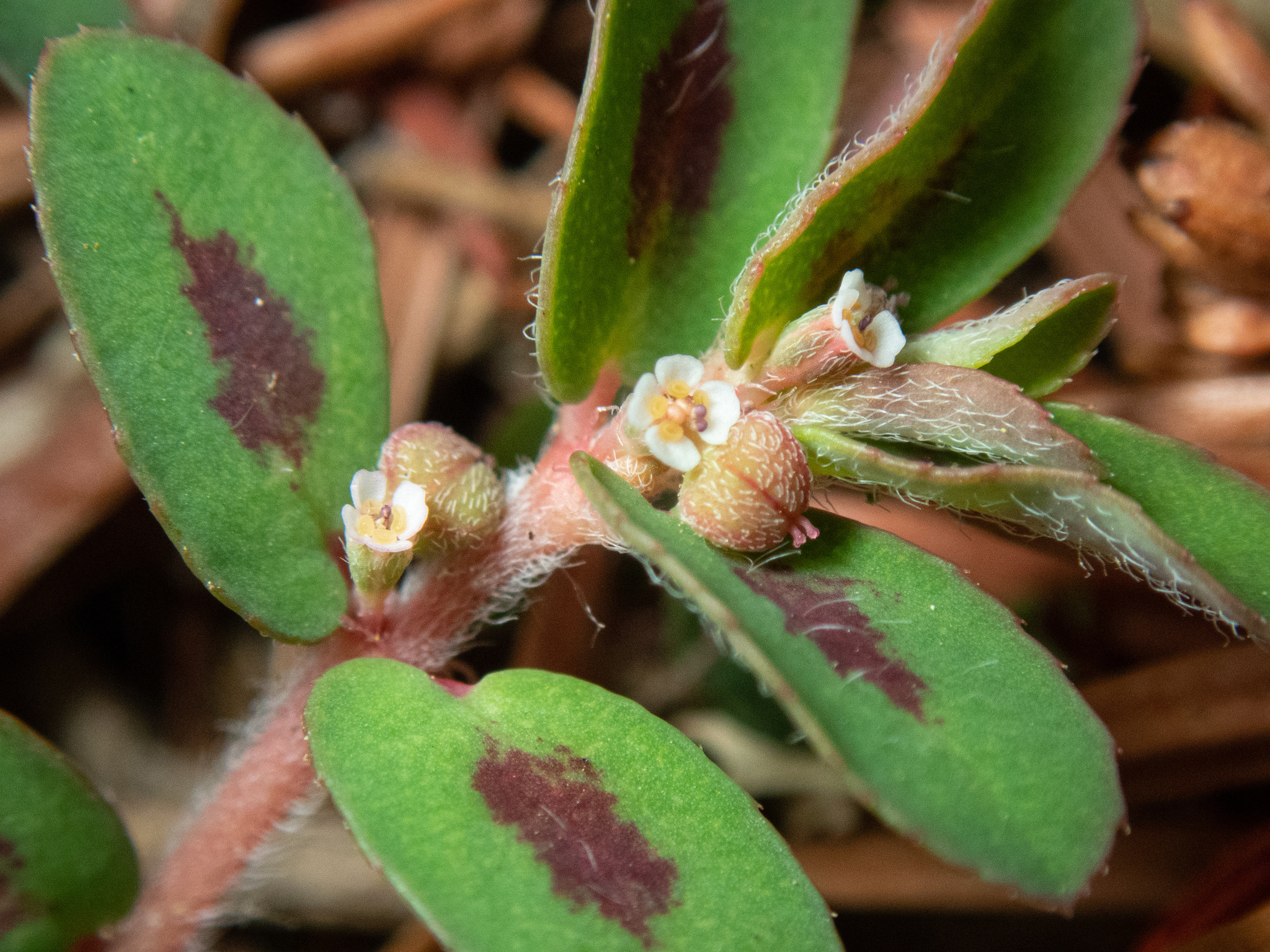
花と果実

## 分布と生育環境
原産地は北アメリカから中央アメリカにかけて、より具体的にはカナダ南東部からキューバ、バハマ、ベリーズにかけての地域とされる。日本には帰化植物として見られ、北海道から琉球までに生育している。ただし現在では本種は世界中に広がっており、例えば Yang et al.(2011) では本種を含むニシキソウ亜属の特色の1つとして汎世界的に分布する雑草的植物を含むことをあげているが、その代表例として真っ先に上がっているのが本種である。
日本では畑や路傍で見られる。この類には身近な雑草も数多いが、本種はその中でもっともよく見られるものである。

### 移入の経緯
日本での発見は1895年で、牧野富太郎が東京湾の本牧岬南から報告したのが最初とされ、ただしこの時点では「学名未考」とされた。その後に1897年には牧野自身によって学名が確定された。

## 分類、類似種など
トウダイグサ属は世界に2000種ほどもある巨大な属で、日本にも30種以上があるが、その中でも本種を含むニシキソウ亜属のものは日本に16種ばかりあり、そのうちの6種ほどが帰化種である。
その中で本種に似たものは幾つかあるが、本種では匍匐する茎が根を下ろさないこと、杯状花序が単独に生じず、密集した花序の形で着くこと、蒴果の表面に毛が密生すること、果時に蒴果が総苞から完全に外に出ることなどが特徴である。外見的には葉の中央に紫色の斑紋が出るのがよい目安になる。
なお、本種の学名である E. maculata はオオニシキソウ E. nutans に対して長く用いられてきた経緯があり、注意を要するという。その間に本種に対しては E. spina が当てられていた。
ちなみに上記の日本の在来種であるニシキソウは本種に似ており、しばしば混同されるが葉に斑紋がなく果実が完全に無毛といった特徴で区別できる。ただしこの種は本種の侵入後に本種と交代して次第に数を減らした。